# Doridicola hirsutipes
Doridicola hirsutipes är en kräftdjursart som först beskrevs av T. Scott 1893.  Doridicola hirsutipes ingår i släktet Doridicola, och familjen Rhynchomolgidae. Arten förekommer regelbundet i Sverige, men reproducerar sig inte.